# خيال امرأة (فلم)
خيال امرأة فيلم مصري تم إنتاجه عام 1948، من تأليف وإخراج حسن رضا و بطولة كاميليا وكمال الشناوي.

## فريق العمل
إخراج وتأليف: حسن رضا
طاقم العمل:
- كاميليا
- كمال الشناوي
- إسماعيل ياسين
- زوزو شكيب
- إستفان روستي

## روابط خارجية
- مقالات تستعمل روابط فنية بلا صلة مع ويكي بيانات